# Huralvioides
Huralvioides is een geslacht van hooiwagens uit de familie Gonyleptidae.
De wetenschappelijke naam Huralvioides is voor het eerst geldig gepubliceerd door H. Soares in 1970. 

## Soorten
Huralvioides omvat de volgende 2 soorten:
- Huralvioides hoeferi
- Huralvioides paruensis